# دوناتو برونو
دوناتو برونو (بالإيطالية: Donato Bruno)‏ هو محامي وسياسي إيطالي، ولد في 26 نوفمبر 1948 في نوتشي في إيطاليا، وتوفي في 17 أغسطس 2015 في روما في إيطاليا بسبب سكتة. نشط حزبياً في فورزا إيطاليا (29 مارس 2009 – 29 مارس 2009) (16 نوفمبر 2013 – 16 نوفمبر 2013).

## مناصب
- انتخب عضو مجلس النواب في الجمهورية الإيطالية (23 أبريل 2008 – 14 مارس 2013).
- انتخب عضو مجلس النواب في الجمهورية الإيطالية (22 أبريل 2006 – 28 أبريل 2008).
- انتخب عضو مجلس النواب في الجمهورية الإيطالية (21 مايو 2001 – 27 أبريل 2006).
- انتخب عضو مجلس الشيوخ الإيطالي (5 مارس 2013 – 17 أغسطس 2015).
- انتخب عضو مجلس النواب في الجمهورية الإيطالية (1 مايو 1996 – 29 مايو 2001).